# Curt Smith
Curt Smith (ur. 24 czerwca 1961 w Somerset, Wielka Brytania) – brytyjski piosenkarz, basista i klawiszowiec; członek duetu Tears for Fears.